# Tropimeris excavata
Tropimeris excavata är en stekelart som beskrevs av Wallace A. Steffan 1948. Tropimeris excavata ingår i släktet Tropimeris och familjen bredlårsteklar.
Artens utbredningsområde är Senegal. Inga underarter finns listade i Catalogue of Life.